# Pteronymia

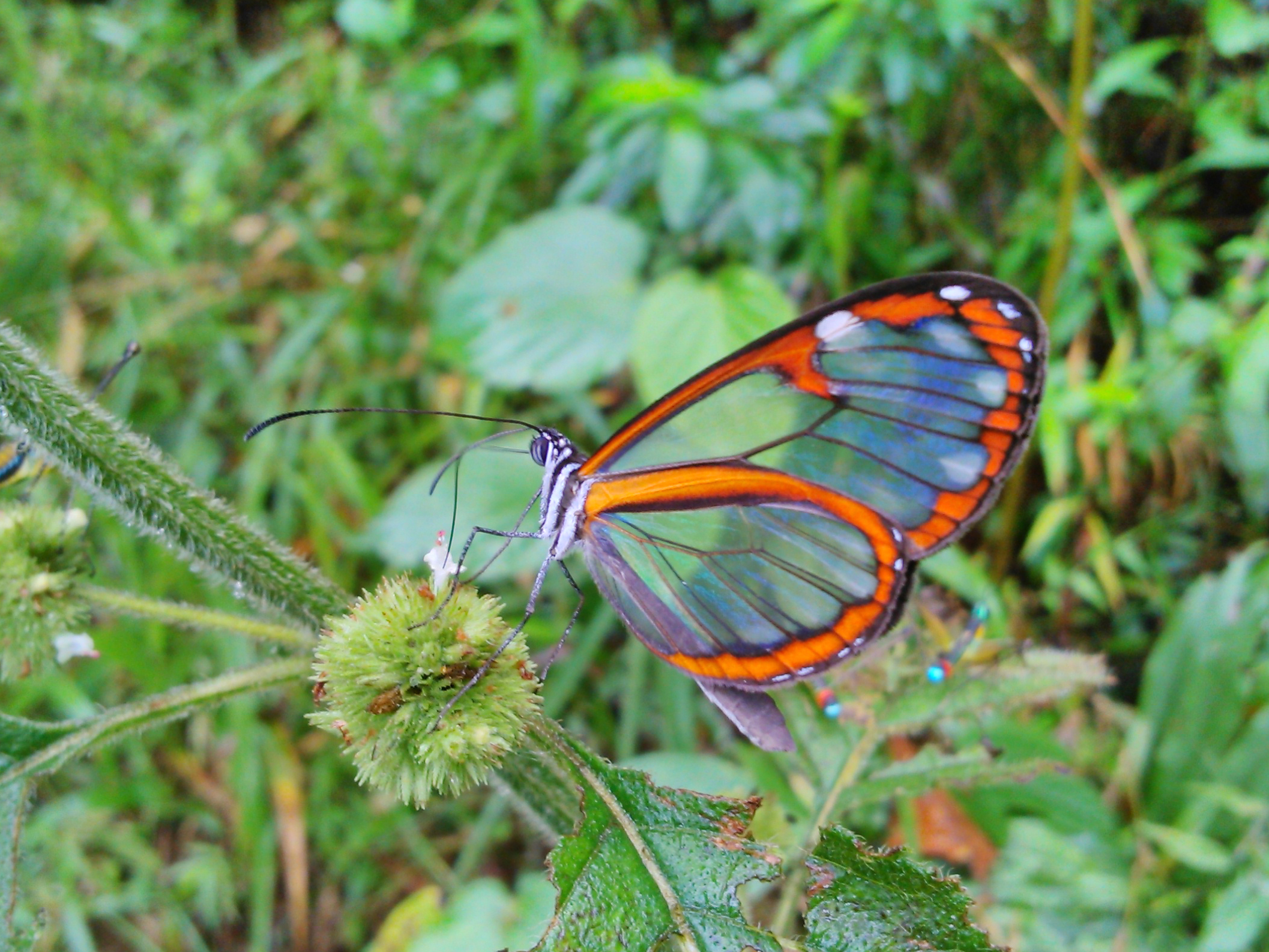
Pteronymia medellina en La Romera (municipio de Sabaneta, Antioquia, Colombia).

Pteronymia es un género de mariposa de alas transparentes de la tribu Ithomiini, familia Nymphalidae, nombrado por Arthur Gardiner Butler y Herbert Druce en 1872.
Son de distribución predominantemente neotropical, también en el Neártico.

## Especies
Ordenadas alfabéticamente:
- Pteronymia alcmena (Godman & Salvin, 1877)
- Pteronymia aletta (Hewitson, 1855)
- Pteronymia alida (Hewitson, 1855)
- Pteronymia alissa (Hewitson, 1869)
- Pteronymia artena (Hewitson, 1855)
- Pteronymia calgiria Schaus, 1902
- Pteronymia cotytto (Guérin-Méneville, [1844])
- Pteronymia dispaena (Hewitson, 1876)
- Pteronymia donella (C. Felder & R. Felder, [1865])
- Pteronymia euritea (Cramer, [1780])
- Pteronymia forsteri Baumann, 1985
- Pteronymia fulvimargo Butler & H. Druce, 1872
- Pteronymia fumida Schaus, 1913
- Pteronymia gertschi Fox, 1945
- Pteronymia glauca Haensch, 1903
- Pteronymia granica (Hewitson, 1877)
- Pteronymia hara (Hewitson, 1877)
- Pteronymia latilla (Hewitson, 1855)
- Pteronymia laura (Staudinger, 1885)
- Pteronymia linzera (Herrich-Schäffer, 1864)
- Pteronymia lonera (Butler & H. Druce, 1872)
- Pteronymia medellina Haensch, 1905
- Pteronymia nubivaga Fox, 1947
- Pteronymia obscuratus (Fabricius, 1793)
- Pteronymia olimba Haensch, 1905
- Pteronymia oneida (Hewitson, 1855)
- Pteronymia ozia (Hewitson, 1870)
- Pteronymia parva (Salvin, 1869)
- Pteronymia picta (Salvin, 1869)
- Pteronymia primula (Bates, 1862)
- Pteronymia rufocincta (Salvin, 1869)
- Pteronymia sao (Hübner, [1813])
- Pteronymia semonis Haensch, 1909
- Pteronymia serrata Haensch, 1903
- Pteronymia simplex (Salvin, 1869)
- Pteronymia sylvo (Geyer, 1832)
- Pteronymia tamina Haensch, 1909
- Pteronymia teresita (Hewitson, 1863)
- Pteronymia ticida (Hewitson, 1869)
- Pteronymia tucuna (Bates, 1862)
- Pteronymia veia (Hewitson, 1853)
- Pteronymia vestilla (Hewitson, 1853)